# Бърнал Хайтс
Бърнал Хайтс или Възвишенията Бърнал (Bernal Heights) е квартал в град-окръг Сан Франциско, щата Калифорния, САЩ. Бърнал Хайтс се намира на юг от квартал „Мишън“. Границите на Бърнал Хайтс са ул. „Сийзър Шавес“ (Cesar Chavez Street) на север, ул. „Мишън“ на запад, магистрала 280 (Interstate 280) на юг и магистрала 101 на изток.